# Westland (Michigan)
Westland è una città degli Stati Uniti d'America, nella contea di Wayne nello Stato del Michigan. È un sobborgo di Detroit.

## Amministrazione
Il primo sindaco di Westland, quando la città fu istituita, è stato Thomas Brown, dal 1966 al 1969.